# F. Mason Sones
Frank Mason Sones (ur. 28 października 1918 w Noxapater, zm. 28 sierpnia 1985 w Cleveland) – amerykański lekarz, pionier cewnikowania serca (koronarografii).

## Życiorys
Uzyskał tytuł licencjata w Western Maryland College w 1950, a tytuł doktora medycyny na Uniwersytecie Marylandu (University of Maryland School of Medicine) w 1943. Po trzech latach służby wojskowej w armii amerykańskiej na Pacyfiku ukończył staż w University Hospital w Baltimore i rezydenturę w Henry Ford Hospital w Detroit. W 1950 objął stanowisko kierownika oddziału kardiologii dziecięcej w Cleveland Clinic. W latach 1966–1975 był kierownikiem oddziału chorób sercowo-naczyniowych.
Od 1958 systematycznie udoskonalał metody koronarografii (jako selektywną koronarografię) na podstawie angiokardiografii, która pojawiła się w latach 30. XX w. i 30 października 1958 wykonał pierwszą w świecie selektywną koronarografię z dostępu przez tętnicę ramienną. Uwidocznienie miejsca zwężenia w tętnicach wieńcowych było warunkiem koniecznym do udanego przeprowadzenia pierwszej operacji pomostowania aortalno-wieńcowego przez jego kolegę z kliniki w Cleveland, René Favaloro.
W 1969 otrzymał nagrodę Canada Gairdner International Award, w 1983 nagrodę Lasker~DeBakey Clinical Medical Research Award, a w 1978 nagrodę AMA Scientific Achievement Award. W 1973 otrzymał nagrodę Ray C. Fish Award od Texas Heart Institute. Był pierwszym prezesem Towarzystwa Angiografii Kardiologicznej i Interwencji Sercowo-Naczyniowych (Society of Cardiovascular Angiography and Interventions).
Żonaty od 1942 z Geraldine Newton, z którą mieli czwórkę dzieci.
Zmarł 28 sierpnia 1985 w Cleveland (Ohio) w wieku 66 lat z powodu raka płuc i został pochowany w Chagrin Falls (Ohio).